# Лікарська ковбаса
«Лікарська» — популярний в СРСР і на пострадянському просторі сорт вареної ковбаси, відповідний ГОСТ 23670-79. Дієтичний продукт блідо-рожевого кольору зі зниженим вмістом жирів.

## Історія
Почали виробляти цю ковбасу в 1936 році, після поїздки Анастаса Мікояна в США. Розробляв рецептуру ковбаси та технологію її виготовлення ВНДІ м'ясної промисловості, а вперше здійснив виробництво Московський м'ясопереробний комбінат ім. А. І. Мікояна. Ковбаса призначалася як дієтичне (лікувальне) харчування хворим з соматичними ознаками наслідків перенесеного тривалого голодування (конкретно — «... хворим, які мають підірване здоров'я в результаті громадянської війни»), звідси і її назва.

## Склад
Точний рецепт Лікарської ковбаси, яка використовувалася як промисловий стандарт з 1936 по 1974 рік:
Кількість інгредієнтів для приготування 100 кг лікарської ковбаси:
- 25 кг яловичини
- 70 кг напівжирної свинини
- 3 літри молока
- 2 літри яєць
- 2 кг солі та 200 г цукру
- 30 грамів кардамону
- 50 грамів аскорбінової кислоти (стабілізатор кольору)